# Aleksander Landsberg
Aleksander (Abram Lajb) Landsberg.  
Nascido em Varsóvia em 15 de janeiro de 1859. Faleceu em 1º de Maio de 1928 em Tomaszów Mazowiecki. Foi destacado ativista social e industrial. 

## Família
Filho de Mendel Landsberg, comerciante de Varsóvia. 
Teve dois irmãos, Hilary Landsberg (1843–1898) e Leopold Landsberg (1861–1935), industriais têxteis em Tomaszów Mazowiecki e Lodz.
Casado com sua sobrinha Eleonora (Lea) Landsberg (1862-1942), filha de Hilary.
Tiveram sete filhos: Helen Merc (1883), Julia Toffler (1887), Wladyslaw Landsberg, advogado e empresário (1888-1941), Marceli Landsberg, médico e professor de medicina (1890-1951), Wanda Cichocka (1894-1978), Janina Hirszberg (1895-1943?) e Henryka Stefańska (1900-1990).

## Educação
Sobre sua educação não há registro, sabendo-se que esteve duas vezes na Inglaterra para estudos e estágios profissionais, trazendo para a Polonia novos teares mecânicos, associando-se  na indústria têxtil do irmão Hilary.

## Trabalho
Apos a morte de seu irmão, desenvolveu o patrimônio da Empresa, chegando a Presidente da "Indústria Têxtil Hilary Landsberg". Em 1910 fundou a Indústria Têxtil de Rayon de Tomaszów Mazowiecki.
Serviu como Presidente do Conselho de Comerciantes de Tomaszów Mazowiecki, e Presidente do Conselho da Comunidade Judaica.
Em 1903 contribuiu decisivamente para a criação da Escola de Economia local, e tornou-se membro do Conselho de Bem Estar Social.
Foi membro honorário do Corpo de Bombeiros.
A casa de Aleksander, à Rua da Constituição 3 de Maio, 46, foi tombada pelo patrimônio como marco do estilo pré 1ª guerra mundial, hoje sendo sede do Ministério do Trabalho em Tomaszów Mazowiecki.
Durante a 1ª guerra mundial serviu como membro da inspetoria da magistratura e previdência.
Faleceu em Tomaszów Mazowiecki e foi sepultado no cemitério judaico local com honras.